# Bågskytte (sportgren)
Denna artikel handlar om sportgrenen. För andra utövningsformer, se Bågskytte.

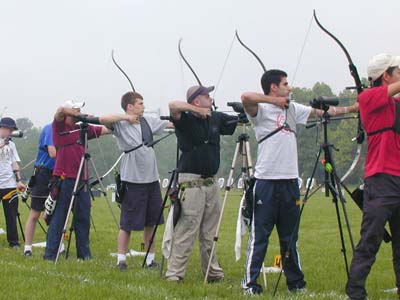
Bågskyttetävling

Bågskytte är en sportgren, som bland annat förekommer i Olympiska spelen, se bågskytte vid olympiska sommarspelen.
Bågskytte, särskilt längdskytte, var en populär idrottsform redan under medeltiden både i Europa och Asien. Papegojskjutningen i Kilwinning i Skottland har anor sedan 1488. I Storbritannien har intresset för bågskytte som tävlingsgren gamla anor, den äldsta ännu verksamma föreningen Society of Archers i Yorkshire bildades 14 maj 1673. I Genua har bågskytte förekommit som organiserad tävlingssport åtminstone sedan tidigt 1700-tal. Som olympisk sport introducerades bågskytte 1900, internationella bågskytteförbundet (WA, tidigare FITA) bildades 1931.
I Sverige bildades den första bågskytteklubben, Stockholms bågskjutningsklubb 1928. Svenska bågskytteförbundet bildades 1940.

## Klasser/discipliner
Inom modernt tävlingsbågskytte noteras ofta fem olika klasser/discipliner, inklusive vid svenska SM-tävlingar:
1. Barebow (tidigare klassisk; vanligaste typen för nybörjare i Sverige[3])
2. Recurve (tidigare fristil; även kallat olympiskt skytte[3])
3. Compound
4. Longbow (även benämnd långbåge[3])
5. Instinctive[4] (även benämnd instinktiv, traditionell recurve eller jakt-recurve[4])

Den klassiska skytten skjuter med en recurverad, tredelad pilbåge, utan sikten och stabilisatorer.
Fristilsskytten skjuter med en recurverad, tredelad pilbåge, med sikten och stabilisatorer. Skyttarna på bilden till höger skjuter i fristilsklassen.
Compoundskytten skjuter med en modern och avancerad, hjulförsedd båge som kallas compoundbåge. Denna är försedd med sikte, stabilisatorer och dylikt. Compoundklassen är den enda klass som skjuter med förstorande sikte (scope). Den compound-klassiske skytten skjuter med en compoundbåge, fast utan sikte och stabilisatorer.
Långbågsskytten skjuter med en vanlig enkel träbåge av ”Robin Hood-modell”.

## Mästerskap

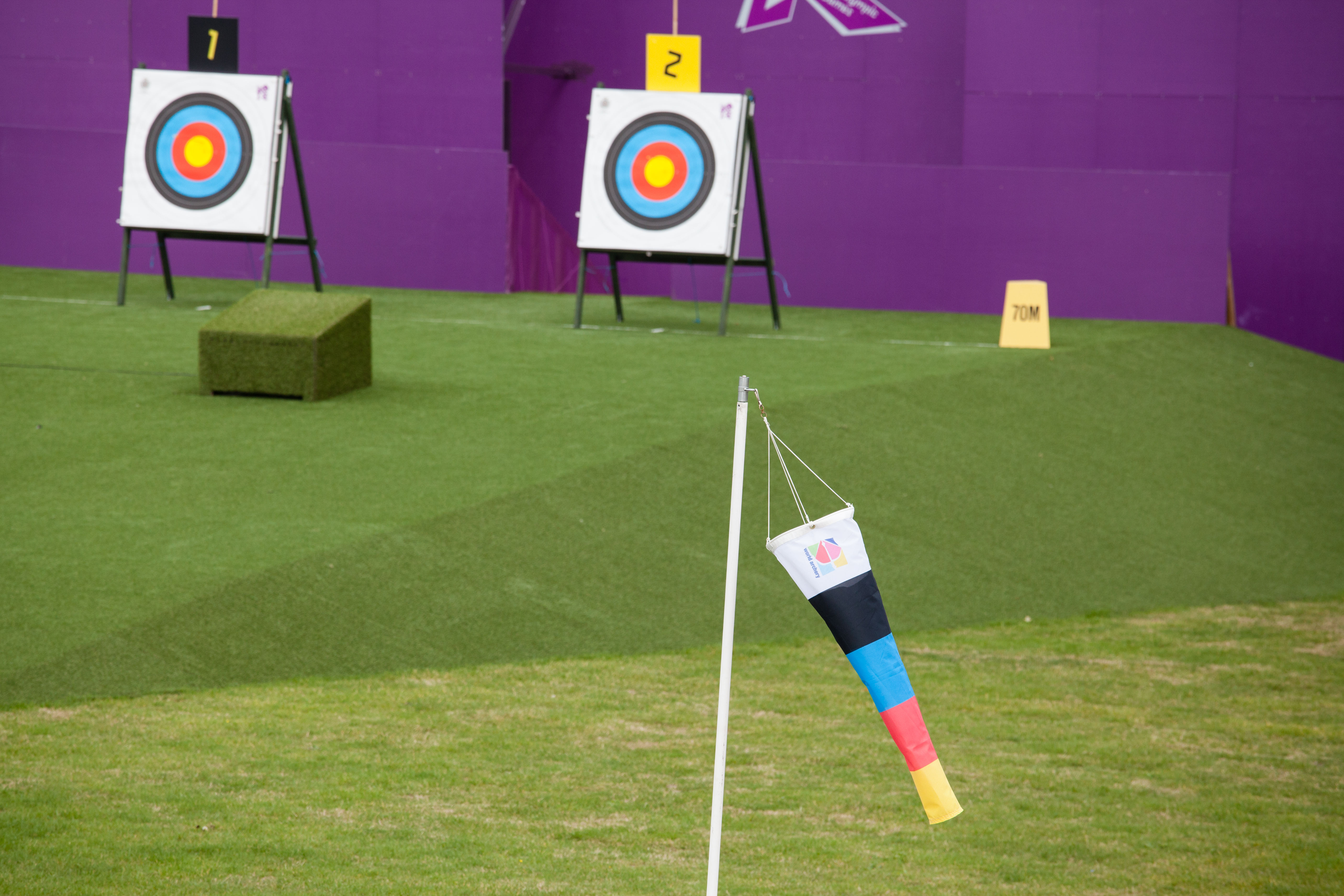
En bågskyttearena i paralympiska spelen.

### Olympiska mästerskap
Bågskytte var med första gången vid olympiska sommarspelen redan vid de olympiska bågskyttetävlingarna 1900. Damer tävlade för första gången i bågskytte vid olympiska sommarspelen 1972. 

### Världsmästerskap
Världsmästerskap i bågskytte har arrangerats av World Archery Federation (WA) sedan debuten världsmästerskapen i bågskytte 1931. 

### Europamästerskap
Europamästerskap har arrangerats sedan Europamästerskapen i bågskytte 1968.